# Zalai Márk
Zalai Márk, 1879-ig Herczl Márk, (Gige, 1841. december 6. – Debrecen, 1918. október 8.) kereskedelmi akadémiai tanár, Zalai Béla filozófus édesapja.

## Élete
Herczl Péter kereskedő és Stetler Róza gyermeke. Az algimnáziumot Nagykanizsán végezte; azután a pécsi tanítónőképzőbe ment, ahol a kétévi tanfolyamot bevégezte; ezután mint tanító Alsólendván, Keszthelyen és Veszprémben működött. 1865-ben Pesten a műegyetemen folytatta tanulmányait; a francia és angol nyelvből, a kereskedelmi és forgalmi életre vonatkozó tantárgyakból vizsgálatot tett. 1868-ban Nagyváradon kereskedelmi iskolát nyitott, mely három évig állott igazgatása alatt. 1871-ben az ottani kereskedelmi testület által felállított reálkereskedelmi iskolához hivatott meg tanárnak, ahol a gyakorlati szám- és könyvviteltant adta elő. 1874-ben a debreceni kereskedelmi iskolában folytatta tanári pályáját. 1879-ben Herczl családi nevét Zalaira változtatta és feleségével, valamint gyerekeivel kikeresztelkedett a református vallásra. Elhunyt 1918. október 8-án éjjel, örök nyugalomra helyezték 1918. október 10-én délután a Kossuth-utcai temetőben a református egyház szertartása szerint. 
Cikkei a debreceni kereskedelmi iskola Értesítőjében (1876. Járadék és Életbiztosítás, 1877. Folyószámlák).

## Családja
Felesége Bassó Laura (Baja, 1848. szeptember 15. – Debrecen, 1921. február 22.) volt, Bassó Vilmos bajai tanár és Schulhof Fanni lánya.
Gyermekei
- Zalai Paula (1871. október 15. – 1944. május 31.). Kőrös Endre költő, író, műfordító felesége.
- Zalai Erzsébet (1873. január 15. – 1925. október 8.). Férje Keresztesi (Gasparik) Antal órás-és ékszerkereskedő.
- Zalai Irma (1874. augusztus 2. – 1944. július). Férje Turai Antal.
- Zalai Emma (1876. július 25. – 1944. július 7.). Férje Tóth Árpád (1872–1932) ének-és zenetanár.
- Zalai Ilona (1879. június 3. – 1944. július)
- Zalai Béla (1882. augusztus 30. – 1915. február 2.). Első felesége Neumann Elza tanárnő, második házastársa Máté Olga fényképész.

## Munkái
- A régi és új mértékek arányszámai. Hivatalos adatok nyomán. Debreczen, 1875.
- A régi és új mértékek arányszámai kereskedők, gyárosok, iparosok sat. számára. Debreczen, 1875.
- Forgalmi számtan. Debreczen, 1877-1878 Tíz füzet. (2. teljesen átdolgozott kiadás. Debreczen. 1892.).
- Családi háztartás könyvvezetése. Magyar hölgyek használatára. Debreczen, 1880.
- Forgalmi mértan keresk. polg. és gazd. tanintézetek használatára. Debreczen, 1880.
- Gyakorlati könyvvitel kereskedők és kereskedelmi iskolák használatára. Debreczen, 1890.
- Gondolatok. Debreczen, 1893. I. kötet.
- Pénz és hitel. Debreczen, 1898.